# Дечји логор у Сиску
Дечји логор у Сиску, познат и под службеним називом Прихватилиште за децу избеглица, био је усташки концентрациони логор за српску децу у Независној Држави Хрватској. Овај логор за „одгој и преваспитавање" деце је основан одлуком „поглавника" Анте Павелића, као и друга два дечија логора у НДХ, Јастребарско и Горња Ријека код Крижеваца. Ово стратиште за српску децу је настало 3. августа 1942, током Другог светског рата, после неуспешне офанзиве Трећег рајха (нацистичка Немачка) и Независне Државе Хрватске на партизане, домицилно српско становништво и пристигле збегове Срба из целог Поткозарја у планини Козари. Логор је постојао у оквиру хрватског концентрационог логора у Сиску.
Логор за српску децу у Сиску је био највећи логор за децу у Независној Држави Хрватској и уз остале логоре у НДХ, једино место на Свету у коме су улогорена и убијана искључиво деца.
У августу преко 2000 дјеце из јасеновачке економије Млака је пребачено у логор Сисак.

## „Пакао Независне Државе Хрватске”
У овом документарном филму који говори о концентрационим логорима за српску децу, у продукцији Музеја жртава геноцида из Београда, директор ове установе Вељко Ђурић- Мишина, каже :
Од 1941. до 1945. године у Хрватској (тада НДХ) постојали су  концентрациони логори, јединствени у историји светске  цивилизације, специјализовани за смештање и убијање деце…

## Деца у логорима су била без имена и презимена — имала су само број
Овој деци су у јасеновачким логорима поубијани сви сродници и у правој и у побочним сродничким линијама (мајке, сестре, баке, тетке, ујне, стрине као и сви мушки сродници), њих није имао ко да ожали а ни запамти.

## Споменик побијеној деци у Сиску
Српско народно вијеће и Вијеће српске националне мањине Града Сиска су 1974. године подигли скроман споменик побијеној дјеци логора у Сиску.(Споменик је недвосмислен доказ да су деца побијена и да је логор постојао. Он много више говори о геноциду него што упућује на примерено обележавање.)
Тачан број убијене деце у логору у Сиску није познат, а подаци се крећу од 1.300 до преко 3.000 убијене деце. Био је под надзором Женске лозе усташког покрета и Усташке надзорне службе. Управник дечјег логора у Сиску је био Антун Најжер, усташа који је по занимању био лекар.
Логор се налазио у неколико зграда у граду Сиску: Соколани, дворани женског католичког манастира Светог Винка, магацину солане „Рајс“, згради Гучи, основној школи у Новом Сиску и Карантину (једна од шест барака сисачког концентрационог логора).
Услови за боравак и живот деце су били ужасни. Сва деца су (чак и бебе од неколико месеци) лежала на поду, на танком слоју сламе, без одеће и ћебади.

## Услови у логору
У сабирном логору у Сиску налазило се у то време 5.700 жена. Највећи број био је из срезова Грубишно Поље и Бјеловара. Децу су одузели од мајки и затворили у Соколски дом а жене у двориште Теслићеве фабрике стакла. Ту су лежале на голој земљи, на киши. Једном дневно око 4 часа по подне, за јело су добијале мало неслане скроби од кукурузна брашна; за 20 дана боравка у Сиску нису уопште виделе хлеба. При деоби хране усташе би их ужасно тукле корбачима. У томе су се нарочито истицали младићи, чинећи тај посао са највећим задовољством. И деца – затворена у Соколском дому такође су слабо храњена.

## Српска деца у логорима
Велики број српске деце био је размештен по разним логорима, где се према њима поступало исто као и према мушкарцима и женама. И њих су представници власти, милосрдне сестре и усташе мучили глађу и жеђу, излагали свим временским непогодама, злостављали тукли „вадили очи, сјекли нос и уши, пребијали руке и ноге, често и пред њиховим родитељима. Уживајући у њиховом садизму.
Деца која су била затворена у соколани у Сиску „била су исто тако лоше храњена као и ми“. Стога су многа бежала из логора и од грађана из вароши просила храну.
„Услед глади, нереда и прехладе међу децом је био велики помор. Нарочито су млађа деца испод три године умирала у масама.
Из овог дечијег логора у НДХ, хумани и храбри људи успели су да извуку 2.200 козарске деце и пребаце их у Загреб. Породице у Сиску и околним селима узеле су на чување 1.630 детета, 1.691 дете из сисачког логора враћено је родитељима.

## Сведочење др Маргулиса
Почетком 1942. године др Маргулис, лекар из Осијека, премештен је у тзв. „Дечије прихватилиште“ код Сиска, где је било око 3.200 српске деце. Децу је нашао у очајном стању, смештеној у једној рђавој згради чији је под био од цигала. Лежала су на слами, заражена тифусом и дизентеријом. Слама је била загађена и зараза је захватила готово сву децу. Др Маргулис је писмено затражио од шефа лекара једног Хрвата, којег није хтео именовати, да се слама промени. Овај му је међутим у претећој форми одговорио да НДХ „не може себи дозволити такав луксуз да промени сламу“. И тако је свих 3.200 српске деце помрло од опаких болести у „Дечијем прихватилишту“ где су се из специјалних хуманитарних „хрватских обзира налазила два лекара“.

## Жртве
Прва деца су у логор стигла 3. августа 1942. године. Тада је у логор доведено 906 деце. Већ сутрадан, 4. августа долази још 650 деце. Трећа група деце у логор стиже 6. августа и у њој се налазило 1.272 деце.
У току августа и септембра 1942. године је у логор доведено још 3.971 дете које је одузето од Срба који су одабрани за присилан рад у Немачкој.
У периоду између 3. августа 1942. и 8. јануара 1943. године у Сиску је било затворено 6.693 српске деце. Током постојања логора у њему је свакодневно умирало од 30 до 40 деце.
Активиста Црвеног крста Анте Думбовић је водио евиденцију према којој је из логора враћено родитељима или блиским рођацима око 1.200 деце, док је око 2.200 деце предато грађанима Сиска и околине на прехрану. Тачан број умрле деце никада није утврђен. Думбовић је у току пет месеци 1942. забележио 1.630 умрле деце. Помињу се и подаци од 1.152 сахрањене деце, односно 1.214 умрле деце.
Након завршетка Другог светског рата гробар Фрањо Видец је изјавио да је број умрле деце у сандуцима увек био већи од оног који је стајао у евиденцији, док мала деца уопште нису ни пописивана.
Број умрле деце у логору би био знатно већи да грађани Сиска нису колонизовали или спасавали децу. Међутим и та деца су често умирала или због исцрпљености, или због спорадичних усташких акција у којима су та деца убијана, а често и њихови храниоци.
Доктор Лазар Маргуљес из Осјека који је обилазио децу у логору тврди следеће:
Прегледавајући дјецу најчешће сам обилазио ова мјеста: недовршену Соколану, у којој су дјеца лежала на голом бетону или, у најбољем случају, на нешто мало сламе. У тзв. Болници, у малој школи у Старом Сиску, у којој није било кревета дјеца су лежала на подовима са мало растресене и загађене сламе, улијепљене крвавим изметинама и прекривене ројевима муха. Дјеца су била гола и боса, без покривача. Кад је и у Соколани избио пјегавац, доктор Најжер је наредио да се заражена дјеца пренесу у тзв. Болницу, у којој још заразе није било, те је тако проузроковао велики помор дјеце.

## Период након рата и Наслеђе
Након рата људи који су се вратили из заробљеништва су кренули у потрагу за својом децом. Картотека коју је водила Диана Будисављевић је коришћена веома кратко, јер ју је, заједно са фотографијама преузела ОЗНА. Рад на картотеци је убрзо сасвим замро, а многи људи никада нису пронашли децу.
На зграду солане Рајс 1958. године је постављена је спомен-плоча. Почетком 1990-их спомен плоча је уништена.
Подигнут је и споменик деци која су била у логору, у близини тадашњег дома културе, а на згради дома постављена је спомен плоча која је такође уништена почетком 1990-их.
Дечје гробље је 1974. пејзажно уређено, а на њему постављен и споменик. Данас је гробље неодржавано и пропало. На споменику који је остао пише да је ту сахрањено око 2.000 деце.
Након рата у Хрватској почетком 1990-их, држава Хрватска није вршила комеморацију жртвама нити на други начин обележавала страдање у овом логору. Комеморација је први пут одржана 2012. године, а њу су организовали Српско народно вијеће и Вијеће српске националне мањине града Сиска.
У савременој Хрватској постоје покушаји негирања постојања дечијег логора у Сиску или умањења броја жртава. Тако историчарка и деканка катедре за хрватске студије Влатка Вукелић тврди да такав логор није ни постојао.